# Bergenie
Bergenie (Bergenia) je vytrvalá rostlina s velkými přízemními listy, původem asijský rod z čeledi lomikamenovitých. Rod je tvořen deseti druhy, z nich mnohé byly v minulosti importované do Evropy a jsou v zahradnictví pěstované pro své velké listy a barevné květy. Jeden druh, bergenie tučnolistá, se takto dostal do volné přírody České republiky.

## Rozšíření
Rod pochází z horských oblastí severní Asie kde roste od Himálaje až po Korejský poloostrov. Vyskytuje se v nadmořské výšce do 2000 m, nejčastěji na vlhkých místech v listnatých nebo jehličnatých lesích kde vytváří souvislé kolonie o rozloze několika stovek metrů čtverečních.
Některé druhy byly postupně dováženy do Evropy, bergenie tučnolistá již v roce 1760. Bergenie se staly oblíbenými rostlinami okrasných zahrad a protože jejich množení nebylo složité, byly rychle šířeny. Rostliny se následně samovolně dostaly do volné přírody a na mnoha místech zdomácněly, například v Severní Americe.

## Popis
Bergenie jsou sympodiálně rostoucí vytrvalé byliny s tlustými, plazivými, šupinatými oddenky se širokými, masitými a na omak voskovými listy které jsou obvykle stálezelené. Listy s krátkými širokými řapíky vyrůstají v robustních listových růžicích a jejich ploché silné čepele mají okraje celistvé nebo zoubkované. Přes zimní období se původně zelené či načervenalé listy zbarvují do bronzová.
Z oddenků vyrůstají i květné lodyhy, vysoké 30 až 50 cm, které jsou ve spodní části jednoduché a větví se až v květenství. Nesou květy sdružené v kompaktních latovitých květenstvích jež se v průběhu kvetení rozvolňují. Květy mají pět vzpřímených kališních i pět korunních lístků, deset tyčinek uspořádaných ve dvou kruzích a ze dvou plodolistů složený horní semeník který má dvě čnělky. Kvést počínají v pozdním jaře a končí počátkem podzimu. Plody jsou dvoupouzdré tobolky obsahující drobná, podlouhlá, tmavě hnědá semena.

## Význam
Rostou sice ve většině půd, ale nejvíce jim prospívá vlhká a na humus bohatá zemina a umístění na slunci. Z původních druhů jsou jednak vyselektovány mnohé variety a dále jsou záměrným křížením vyšlechtěny mnohé kultivary odlišné od původních druhů.
Tyto rostliny se používají hlavně jako půdopokryvné nebo obrubové rostliny které jsou nenáročné na pěstování a hezky vypadají. Používají se také jako řezané květiny, lodyhy se řežou v době kdy jsou všechna poupata vybarvená a počínají se otvírat prvé květy, ve váze vydrží za vhodných podmínek i týden. Ve vazačství jsou dále žádané i nepoškozené listy které vydrží čerstvé i tři týdny.
V místech původu je bergenie používaná hlavně k léčebným účelům. Lihový extrakt z oddenku má silný protizánětlivý, protialergický a močopudný účinek, v tradiční medicíně slouží k uvolňování kamenů v ledvinách nebo v močovém měchýři. Ze sušených listů se vaří čaje posilující obranyschopnost organismu proti mnoha nemocem.

## Zástupci
- bergenie himálajská (Bergenia pacumbis)
- bergenie purpurová (Bergenia purpurascens)
- bergenie Schmidtova (Bergenia × schmidtii)
- bergenie srdčitolistá (Bergenia cordifolia)
- bergenie tučnolistá (Bergenia crassifolia)
- bergenie východní (Bergenia pacifica)[6]

## Galerie

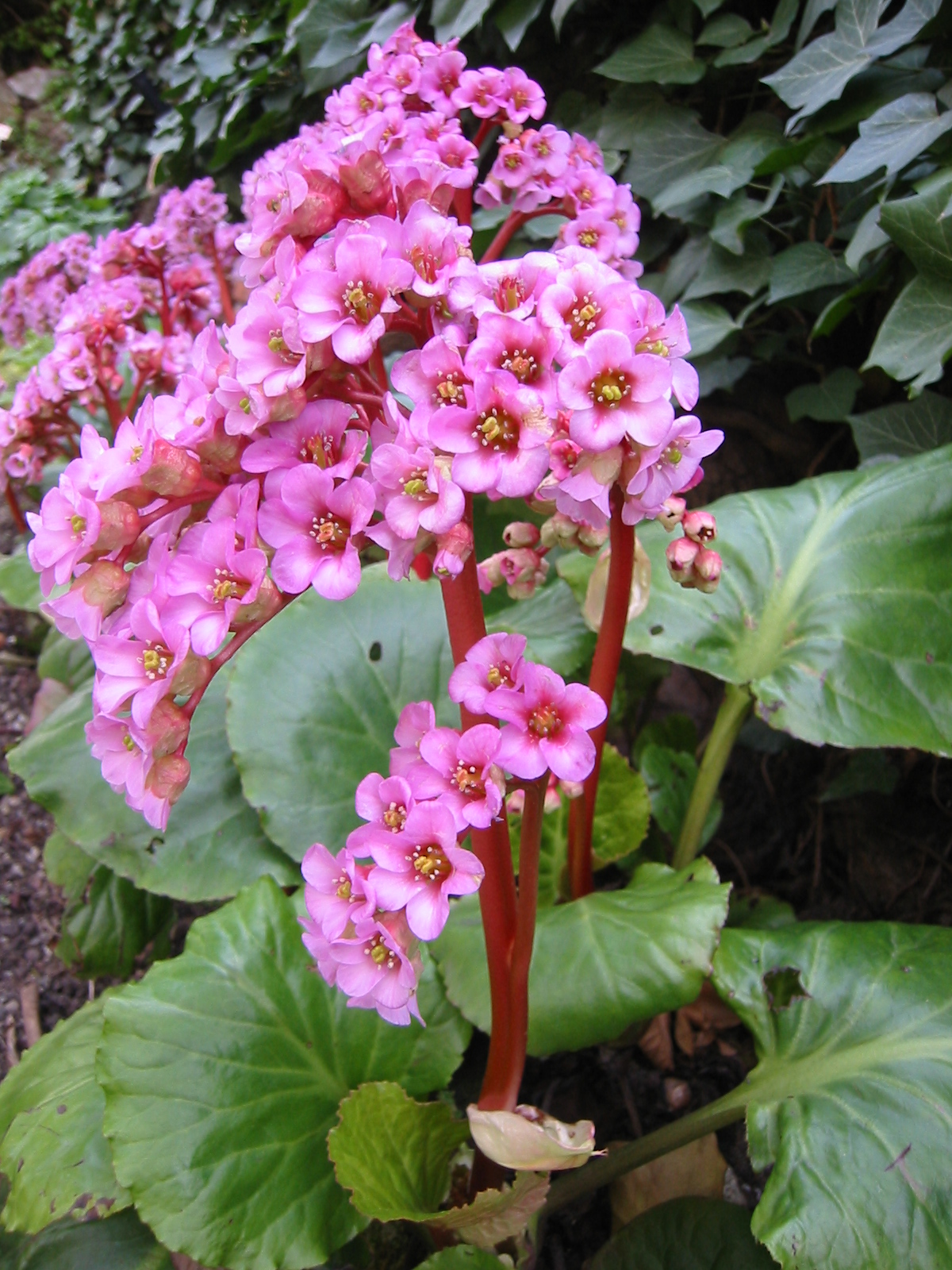
Bergenie purpurová
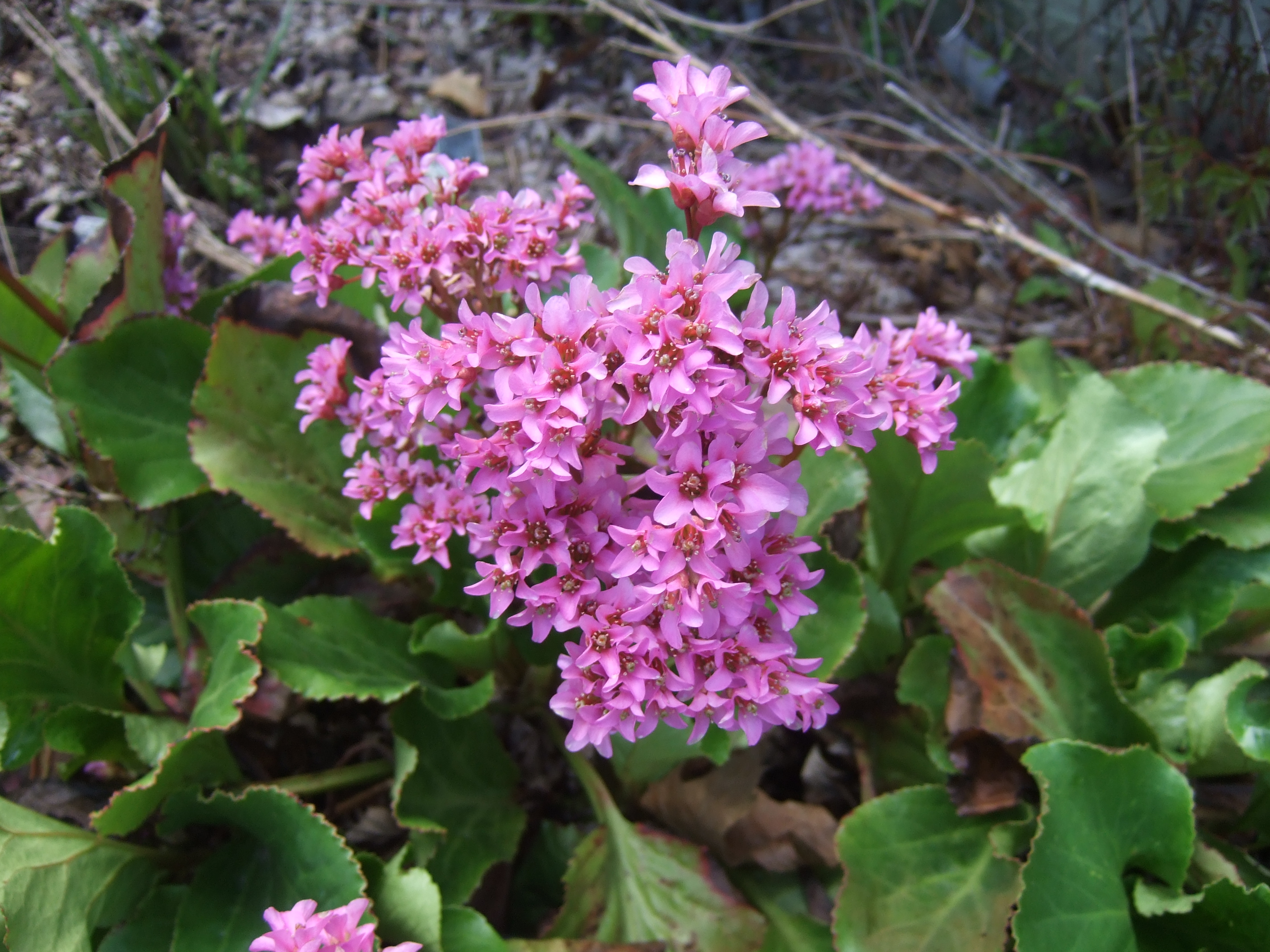
Bergenie 'Ballawley'
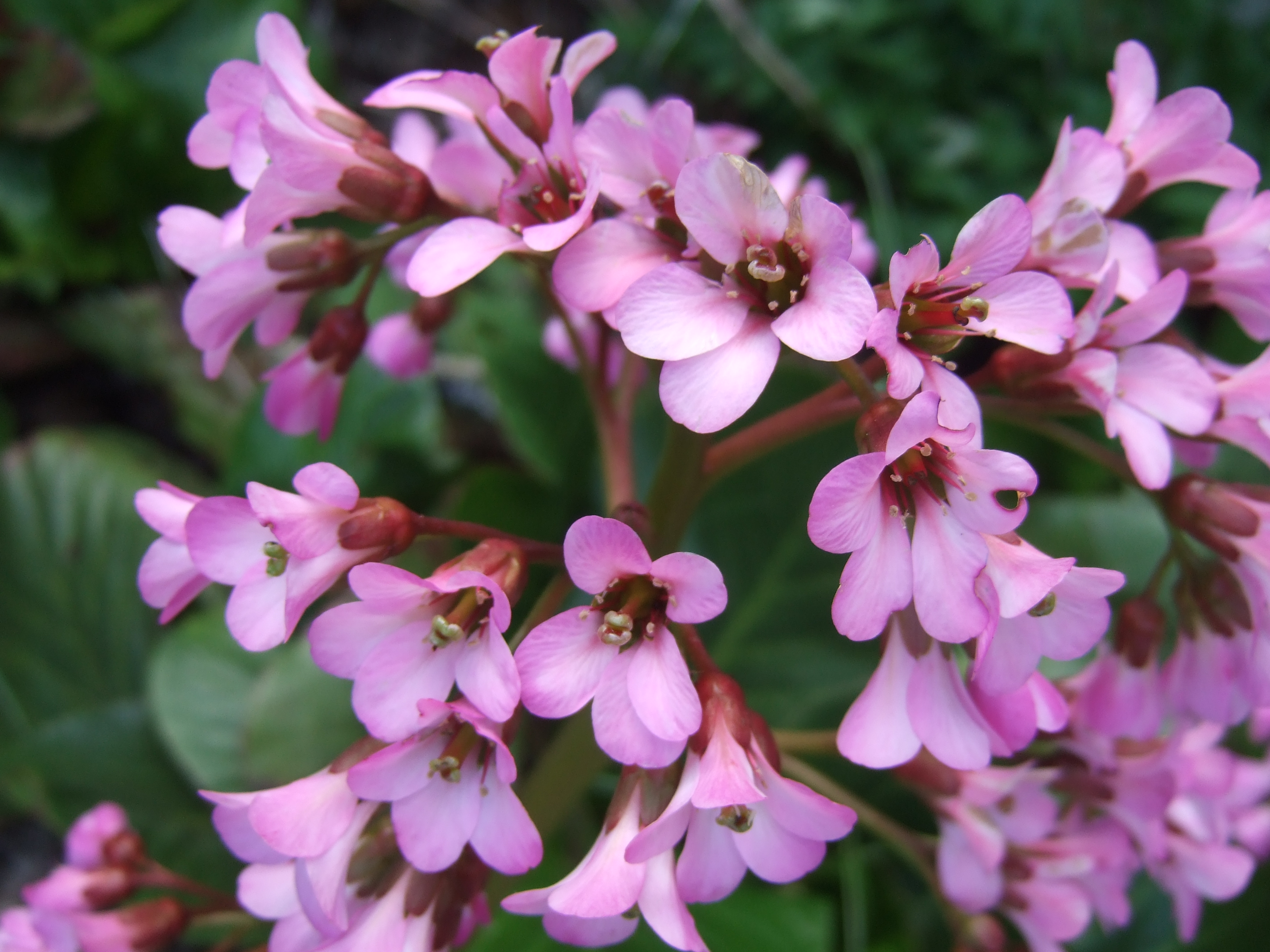
Bergenie 'Oeschberg'
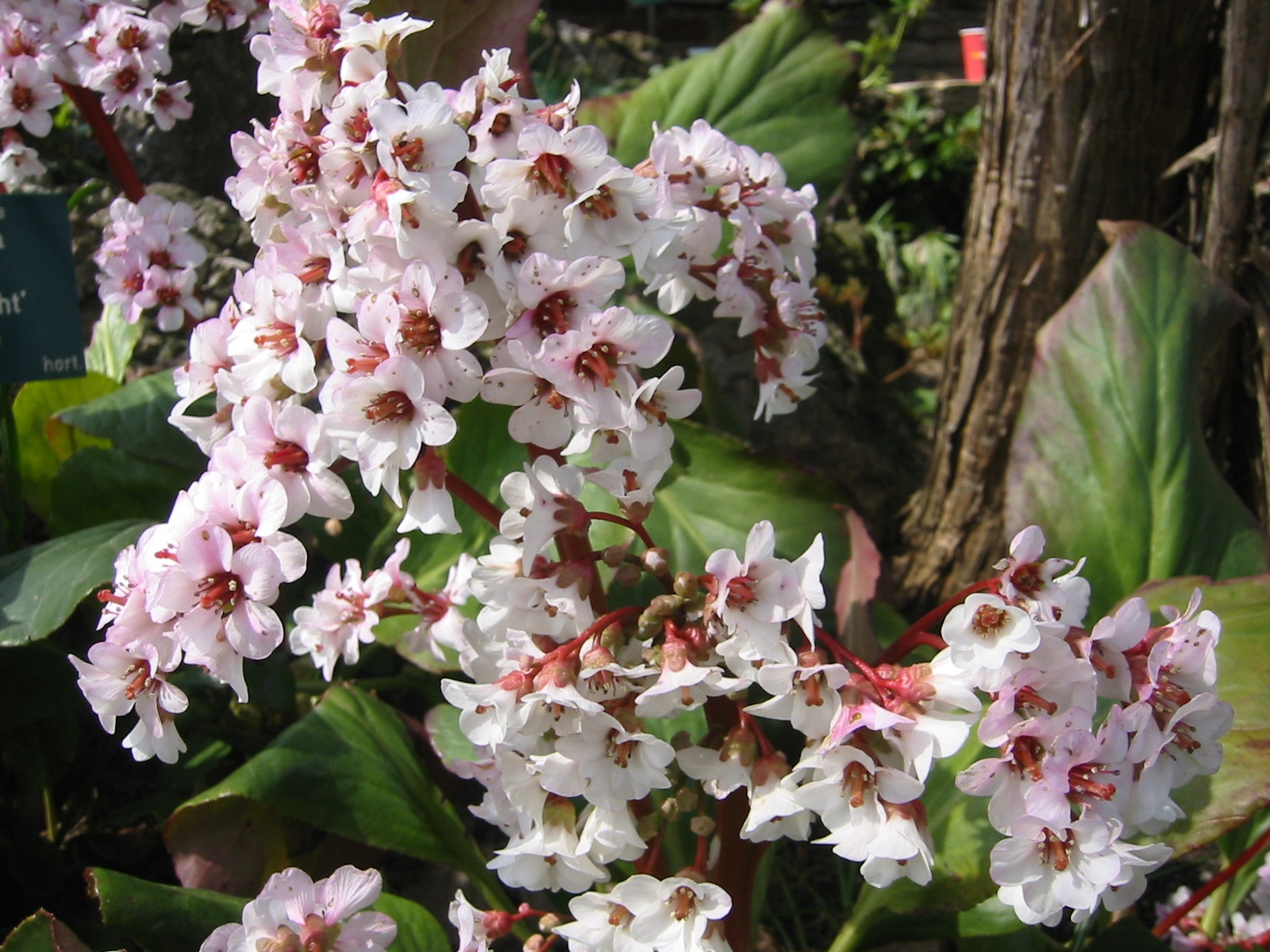
Bergenie 'Silberlicht'